# East Gull Lake
|  | Dieser Artikel wurde aufgrund von inhaltlichen Mängeln auf der Qualitätssicherungsseite des Projektes USA eingetragen. Hilf mit, die Qualität dieses Artikels auf ein akzeptables Niveau zu bringen, und beteilige dich an der Diskussion! Eine nähere Beschreibung der zu behebenden Mängel fehlt. |

East Gull Lake ist eine Stadt im US-amerikanischen Bundesstaat Minnesota. Im Jahr 2020 hatte East Gulf Lake 986 Einwohner.

## Tourismus
Die Gegend um East Gull Lake ist für viele Touristen aus Minnesota selbst sowie aus Iowa ein Naherholungsgebiet. Viele besitzen hier Wochenendhäuser am Gull Lake.